# Le génie du mal
Le génie du mal (sau Geniul Suferinței ori Spiritul Răului), cunoscută informal, în limba engleză, ca Lucifer sau Lucifer din Liège, este o sculptură religioasă executată în marmură albă și instalată în 1848 de artistul belgian Guillaume Geefs. Istoricii de artă francofoni se referă adesea la figură ca la un ange déchu, adică un „înger căzut” (în propria capcană sau rol, dar nu intenționat, ci prin întâmplare).
Sculptura este situată în amvonul elaborat în Catedrala Sf. Paul, din Liège, și înfățișează un bărbat clasic atrăgător înlănțuit, așezat și aproape nud, cu excepția unei draperii înfășurate peste coapsele sale, având întreaga lungime a corpului său cuprinsă într-o mandorlă formată din aripile unui liliac. Lucrarea lui Geefs înlocuiește o sculptură anterioară creată pentru același spațiu de către fratele său mai mic Joseph Geefs, L'ange du mal („Îngerul răului”), care a fost îndepărtată din catedrală datorită atractivității sale care distrăgea atenția și a „frumuseții nesănătoase”. 

## Două spirite, un loc

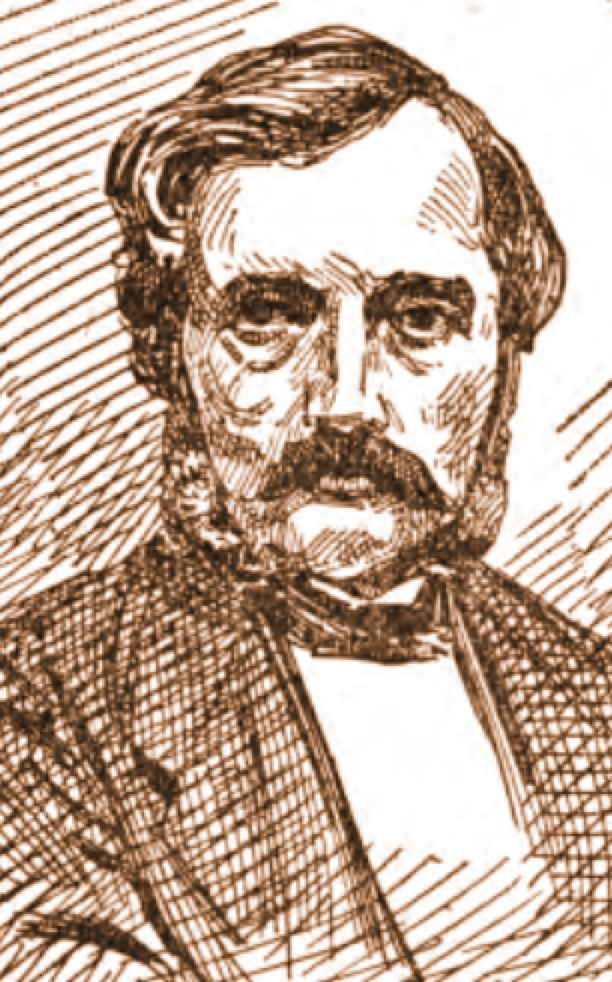
Guillaume Geefs

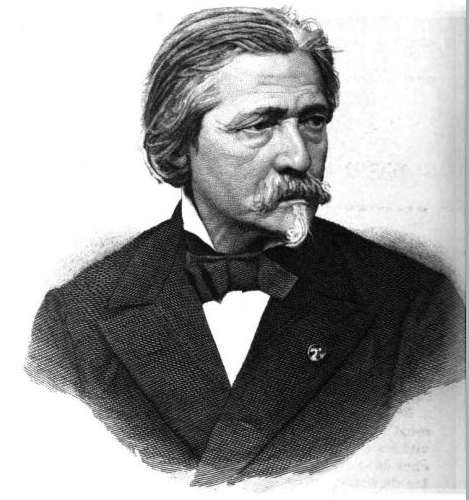
Joseph Geefs

Le génie du mal se găsește într-o nișă deschisă formată la baza unei perechi de scări ornamentate sculptate cu motive florale în stil gotic.  Balustrada curbată a scărilor semi-spiralate reiterează arcul format de conturul aripilor, care sunt retractate (neîntinse) și învăluie corpul. Versiunile lui Guillaume și Joseph sunt izbitor de similare la prima vedere și par inspirate de același model uman. Pentru fiecare (dintre cei doi sculptori), îngerul căzut stă așezat pe o stâncă, la adăpostul format de aripile sale îndoite; partea superioară a trunchiului, brațele și picioarele lui sunt nude (descoperite), părul său are cărare pe mijloc până la baza cefei. Aripile nervurate, membranoase, sunt articulate, ca și cele ale unui liliac, cu câte o gheară mare proeminentă; olecranul cartilaginos combină anatomia liliacului și cea umană pentru a crea o iluzie de realism.  Printre alte elemente, sunt un sceptru rupt și o coroană smulsă, ținute la șoldul drept. Din ochiul stâng al îngerului se scurge o lacrimă. Cele două sculpturi în marmură albă ocupă aproximativ aceleași dimensiuni, delimitate de același spațiu; cea a lui Guillaume măsoară 165 pe 77 pe 65 cm, sau aproape cinci picioare și jumătate înălțime, iar cea a lui Joseph (neexpusă) este numai puțin mai mare, având 168,5 pe 86 pe 65,5 cm. 

## Inaugurarea

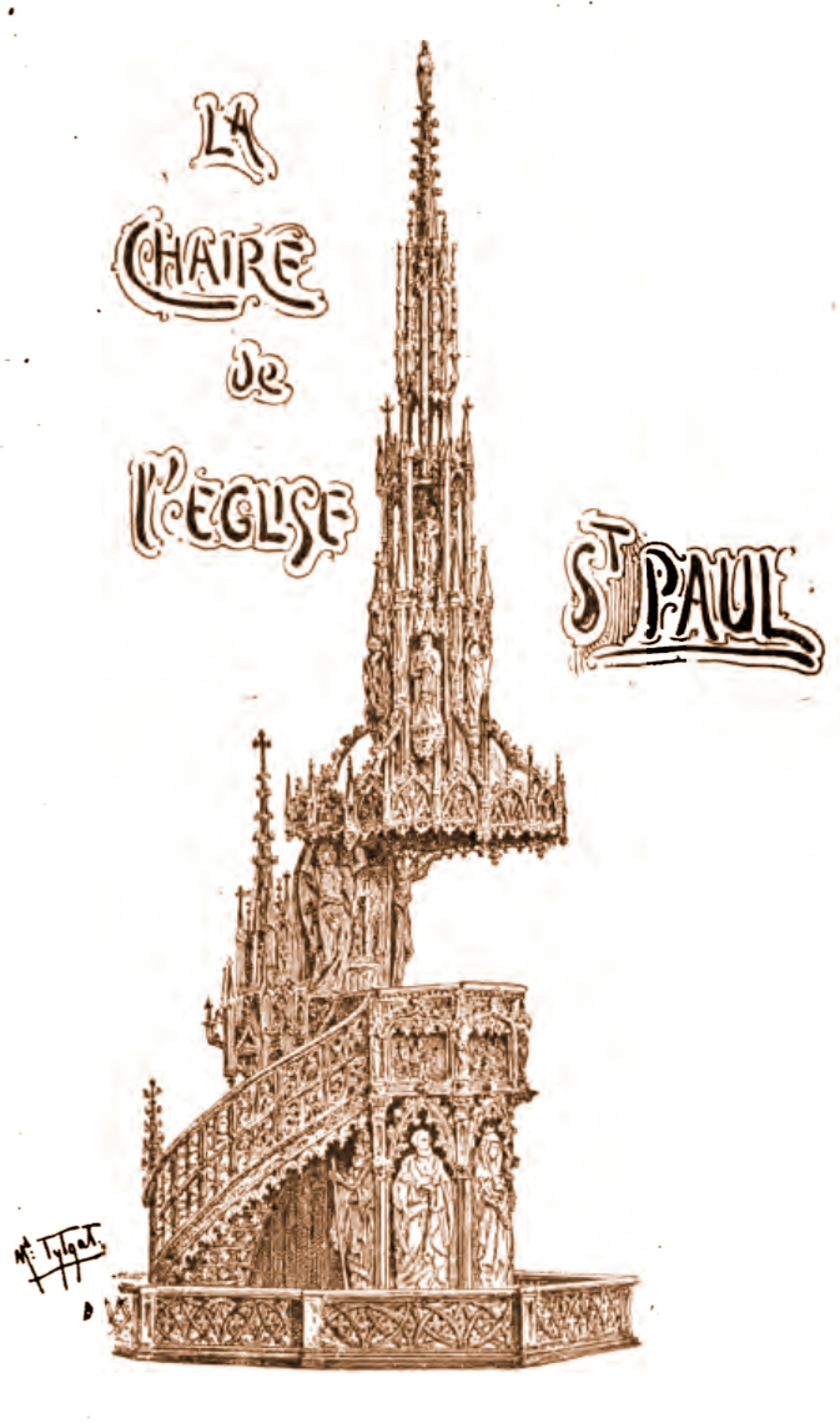
Amvonul Catedralei Sf. Paul, din Liège, într-o ilustrație din anul 1900 de Médard Tytgat ; Le génie du mal este pe partea nevăzută

În 1837, Guillaume Geefs a fost însărcinat cu proiectarea amvonului elaborat pentru Catedrala Sf. Paul, a cărui temă a fost (specificată ca) „Triumful religiei asupra Geniului Răului”. Frații Geefs ajunseseră la proeminență creând sculpturi monumentale și publice în onoarea personalităților politice, exprimând și capitalizând spiritul naționalist care a urmat independenței Belgiei din 1830. Tehnicile realismului, cuplate cu reținerea neoclasică, disciplinează orice tendință către eroismul romantic din aceste lucrări, dar romantismul avea să se exprime mai puternic în proiectul Lucifer. 
De la început, sculptura a fost o parte integrantă a proiectului de amvon al fraților Geefs, care a prezentat reprezentări ale sfinților Petru, Paul (Pavel), Hubert primul episcop de Liège și Lambert din Maastricht. Un desen al amvonului de ilustratorul belgian Médard Tytgat, publicat în 1900, arată partea frontală; iar Le génie du mal s-ar afla la baza scărilor de pe partea opusă, dar cartea în care apare ilustrația omite mențiunea lucrării. 
Realizarea a fost acordată inițial fratelui mai mic, Joseph, care a terminat lucrarea L'ange du mal în 1842 și a instalat-o în anul următor. A generat deodată controverse și a fost criticată pentru că nu reprezintă un ideal creștin.  Administrația catedralei a declarat că „acest diavol este prea sublim”.  Presa locală a dezvăluit că lucrarea distrăgea atenția „fetelor drăguțe de la pocăință”, care trebuiau să asculte predicile.  Episcopul van Bommel a ordonat în curând înlăturarea lucrării L'ange du mal, iar comisia de recepție a construcției clădirii a acordat realizarea sculpturii amvonului către Guillaume Geefs, a cărui versiune a fost instalată definitiv la catedrală în anul 1848. 

## Recepție
Joseph și-a expus sculptura la Anvers în 1843, împreună cu alte patru lucrări: un grup de sculptură numit Visul și statuile individuale Sf. Filomena, Iubirea credincioasă și Orfanul pescarului.  Cunoscută atât ca L'ange du mal (Îngerul Răului) cât și ca Le génie du mal, piesa controversată de artă a fost primită ulterior în colecțiile Muzeelor Regale de Arte Frumoase din Belgia, unde a și rămas începând din anul 2009. 
Opera lui Joseph a fost admirată la cele mai înalte niveluri ale societății. Charles Frederick, Marele Duce de Saxa-Weimar, a comandat o replică de marmură încă din 1842.  Originalul dezrădăcinat a fost cumpărat cu 3.000 de florini de către William al II-lea, regele Olandei, și a fost înstrăinat împreună cu restul colecției sale în 1850, după moartea sa. În 1854, artistul a vândut o turnare în gips a statuii către baronul Bernard August von Lindenau , om de stat, astronom și colecționar de artă german după care este denumit Muzeul Lindenau Altenburg.  Succesul lucrării l-a ridicat pe Joseph Geefs la nivelul de vârf al sculptorilor din vremea sa. 
L'ange du mal se găsește printre șase statui prezentate într-un tablou de Pierre Langlet⁠(Pierre Langlet)[Langlet&page=nl&targettitle=nl traduceți], intitulat Sala de Sculptură a Muzeului din Bruxelles (Salle de sculpture du Musée de Bruxelles, 1882), împreună cu Dragoste și răutate a unui alt (dintre cei șase frați-sculptori) Geefs, pe nume Jean.  Nu a fost admirată în mod uniform nici măcar ca o operă de artă. Când a apărut într-o expoziție internațională din 1862, recenzentul a criticat munca lui Geefs drept „bândă și languidă” și lipsită de „mușchi”, „un diavol bolnav... : înțepătura lui Satan lipsește.” 

### „Acest diavol este prea sublim”

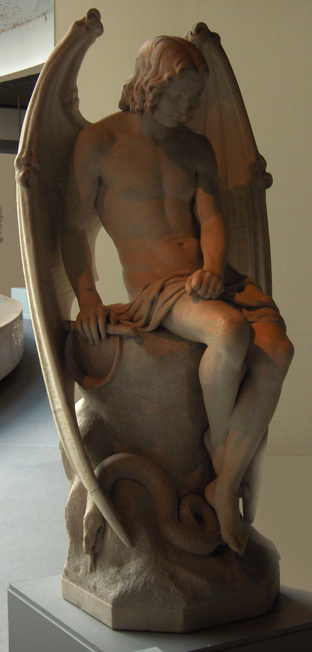
L'ange du mal (1842) de Joseph Geefs

În afară de aripile vespertilionide, îngerul căzut al lui Joseph Geefs  ia o formă complet umană, manifestată prin aproape completa sa nuditate artistică. O eșarfă languroasă voalează zona inghinală, șoldurile sunt descoperite, iar coapsele deschise formează o alee care duce la umbră.  Curba serpentină a taliei și șoldului are un rol compozițional în raport cu aripile-arc. Trunchiul este potrivit, dar tineresc; neted și grațios, aproape androgin. Expresia îngerului a fost descrisă ca „serioasă, sumbră, chiar fioroasă” , iar contemplarea abătută dirijează ochiul privitorului de-a lungul corpului și coapselor către genunchii întredeschiși. Pe lângă aripi, cel mai evident element satanic este șarpele care se desfășoară la baza stâncii. L'ange du mal a fost numită „una dintre cele mai tulburătoare lucrări ale vremii sale”. 

Sculpturile lui Joseph sunt „izbitoare pentru finisajul și grația lor perfecte, linia lor elegantă și chiar poetică”, dar, deși prezintă aceste calități din abundență, L'ange du mal este excepțională în corpul de lucrări al artistului pentru subiectul său: 
„Acesta ilustrează din plin atracția erei romantice pentru întuneric și abis, precum și reabilitarea rebelului înger căzut. Aripile de liliac, departe de a inspira repulsie, formează un cadru care întărește frumusețea unui corp tineresc.”
Ca un fel de „ Adonis înaripat”,  îngerul căzut poate fi văzut ca dezvoltându-se din nudul timpuriu al lui Geefs, intitulat Adonis allant à la chasse avec son chien (Adonis merge la vânătoare cu câinele său).  Compoziția din L'ange du mal a fost comparată cu cea a mini-lucrării din bronz intitulată Satan (1833) a lui Jean-Jacques Feuchère, cu îngerul lui Geefs remarcat ca „mai puțin diabolic”. Umanizarea lui Lucifer prin nuditate este caracteristică și lucrării colosale a sculptorului italian Costantino Corti, executată la câțiva ani după versiunile lui Geefs. Corti îl înfățișează pe Lucifer ca un nud frontal, deși protejat discret de vârful de stâncă pe care îl călărește și încadrat cu penajul aripilor specific originii sale de înger. 

## Geniu înlănțuit
Spre deosebire de opera lui Joseph, geniul lui Guillaume arată mai puțină carne și este mai puternic marcat în iconografia satanică precum nici uman, nici angelic. Dacă Guillaume a reușit sau nu să îndepărteze elementele „seducătoare” poate fi o chestiune de percepție individuală.
Guillaume schimbă direcția privirii îngerului căzut, astfel încât să se îndepărteze de corp, cu genunchii lui Lucifer împreunați, pentru a proteja. Draperia atârnă din spatele umărului drept, se strânge pe partea dreaptă și se unduiește gros peste coapse, ascunzând șoldurile, neacoperind complet buricul. În același timp, carnea care rămâne expusă este modelată cu hotărâre, în special în partea superioară a brațelor, pectorale și gambelor, pentru a dezvălui o masculinitate mai definită, mai musculară. Brațul drept ridicat îi permite artistului să exploreze tensiunile modelate ale mușchilor serratus anteriori, iar gestul și unghiul capului sugerează că geniul se ferește de „admonestarea divină”. 

### Simboluri ale lui Lucifer
Guillaume a adăugat câteva detalii pentru a spori iconografia Luciferiană și tema pedepsei: la picioarele îngerului, „fructul interzis” scăpat, un măr cu urme de mușcătură, împreună cu vârful rupt al sceptrului, al cărui finisaj stelar îl marchează pe Lucifer ca steaua dimineții din tradiției clasice. Unghiile sunt înguste și alungite, ca niște gheare. 
O pereche de coarne poate fi menită să dezumanizeze și mai mult figura, introducând în același timp o altă notă de ambiguitate. Coarnele sunt semne animale ale satanicului (fiara sălbatică) sau demonicului (bestia, sau omul-fiară), dar într-o tradiție paralelă a iconografiei religioase, „coarnele” reprezintă puncte de lumină. Zeii din antichitate care personifică fenomene cerești precum Soarele sau stelele sunt încununați cu raze, iar unele reprezentări ale lui Moise, cea mai faimoasă fiind cea a lui Michelangelo, sunt sculptate cu „coarne” asemănătoare cu cele ale Lucifer-ului lui Geefs.

### Lucifer prometeean

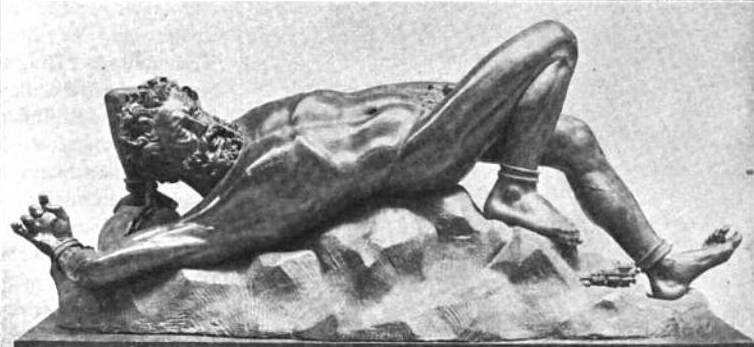
Un Prometheus Bound din bronz (1845) de artistul belgian Paul Bouré, care a studiat cândva cu Guillaume Geefs

Dar cea mai evidentă abatere de la tema L'ange du mal este punerea lui Lucifer în robie, cu glezna dreaptă și încheietura mâinii stângi înlănțuite. În reinterpretările din secolul al XIX-lea ale miturilor antice grecești și creștine, Lucifer a fost adesea interpretat ca o figură prometeeană, pe baza tradiției conform căreia îngerul căzut a fost înlănțuit în Iad, așa cum Titanul a fost înlănțuit și torturat pe stâncă de Zeus: „Același Prometeu care este considerat un analog al lui Hristos răstignit este privit și ca un tip de Lucifer”, a scris Harold Bloom în remarci despre Frankenstein, clasic al lui Mary Shelley, din secolul al XIX-lea, subintitulat Prometeul modern.  În tipologia folclorică a lui AH Krappe, Lucifer se conformează unui tip care include Prometeu și Loki-ul germanic. 
Adăugarea de verigi de către Guillaume Geefs, cu lanțul înfășurat înlocuind șarpele batjocoritor din versiunea lui Joseph, arată înfrângerea îngerului prin aderarea pioasă la ideologia iudeo-creștină. În același timp, lupta titanică a geniului chinuit pentru a se elibera de lanțurile metaforice a fost un motiv al romantismului,  care s-a stabilit în Belgia ca urmare a Revoluției din 1830. Belgienii tocmai își asiguraseră propria „eliberare”; în ultimele două decenii, a existat o nebunie pentru sculptura publică, de către frații Geefs și alții, care sărbătoreau liderii independenței. Figura magnific de umană a rebelului iconic care a eșuat ar fi fost de așteptat să provoace un răspuns complex sau ambivalent.  Chipul suferind al geniului, dezbrăcat de înălțimea furioasă a lui L'ange du mal, a fost citit ca exprimând remușcări și disperare; din ochiul stâng alunecă o lacrimă. 

## Sora îngerilor
Într-un eseu din 1990, istoricul de artă belgian Jacques Van Lennep⁠(d) a discutat despre modul în care concepția despre Le génie du mal a fost influențată de lungul poem filosofic al lui Alfred de Vigny Éloa, ou La sœur des anges („Eloa sau sora îngerilor”) publicat în 1824, care a explorat posibilitatea mântuirii lui Lucifer prin iubire. În acest poem narativ „luxuriant și liric”, Lucifer își propune să o seducă pe frumoasa Eloa, un înger născut dintr-o lacrimă vărsată de Hristos la moartea lui Lazăr. Iubitul satanic este „literal un diavol frumos, atrăgător din punct de vedere fizic, agil din punct de vedere intelectual, irezistibil de carismatic în vorbire și manieră”: pe scurt, un erou romantic. „De vreme ce ești atât de frumoasă”, spune naiva Eloa, „ești fără îndoială bună”.
Lucifer declară că „Eu sunt cel pe care cineva îl iubește și nu-l cunoaște”  și spune că plânge pentru cei neputincioși și le acordă ocazional scutire de încântare sau uitare. În ciuda încercării lui Eloa de a-l împăca cu Dumnezeu, Lucifer nu poate lăsa deoparte mândria lui distructivă. La final, dragostea Eloei o condamnă la Iad împreună cu Lucifer, iar triumful lui asupra ei nu-i aduce decât tristețe. 

## Himmelsweg
În 1986, artistul belgian Jacques Charlier⁠(d) a făcut din Le génie du mal un punct focal al instalației sale Himmelsweg („Drumul spre Rai”). O fotografie înrămată a sculpturii atârnă peste o masă subțire de piedestal, care este drapată cu o cârpă neagră. O carcasă transparentă de pe masă conține trei cărți: un studiu carmelitan pe tema lui Satan, un tratat științific despre aer și un memorial al evreilor belgieni uciși la Auschwitz. Pe raftul inferior al mesei sunt cătușe.
Charlier a descris utilizarea sa a Le génie du mal ca fiind „o imagine romantică care ne vorbește despre seducție, rău și păcatul uitării”. Titlul german al lucrării se referă la eufemismul nazist sau „glumă rece” pentru rampa de acces care ducea către camerele de gazare: „Drumul spre Paradis duce la Iad; Căderea este atât de aproape de mântuire”. 